# Pinzolo
Pinzolo – miejscowość i gmina we Włoszech, położona w dolinie Val Rendena, w regionie Trydent-Górna Adyga, w prowincji Trydent. Miejscowość jest znana głównie jako ośrodek sportów zimowych. W granicach gminy leży między innymi resort Madonna di Campiglio.
W roku 2004 gminę zamieszkiwały 3054 osoby, 44,3 os./km².

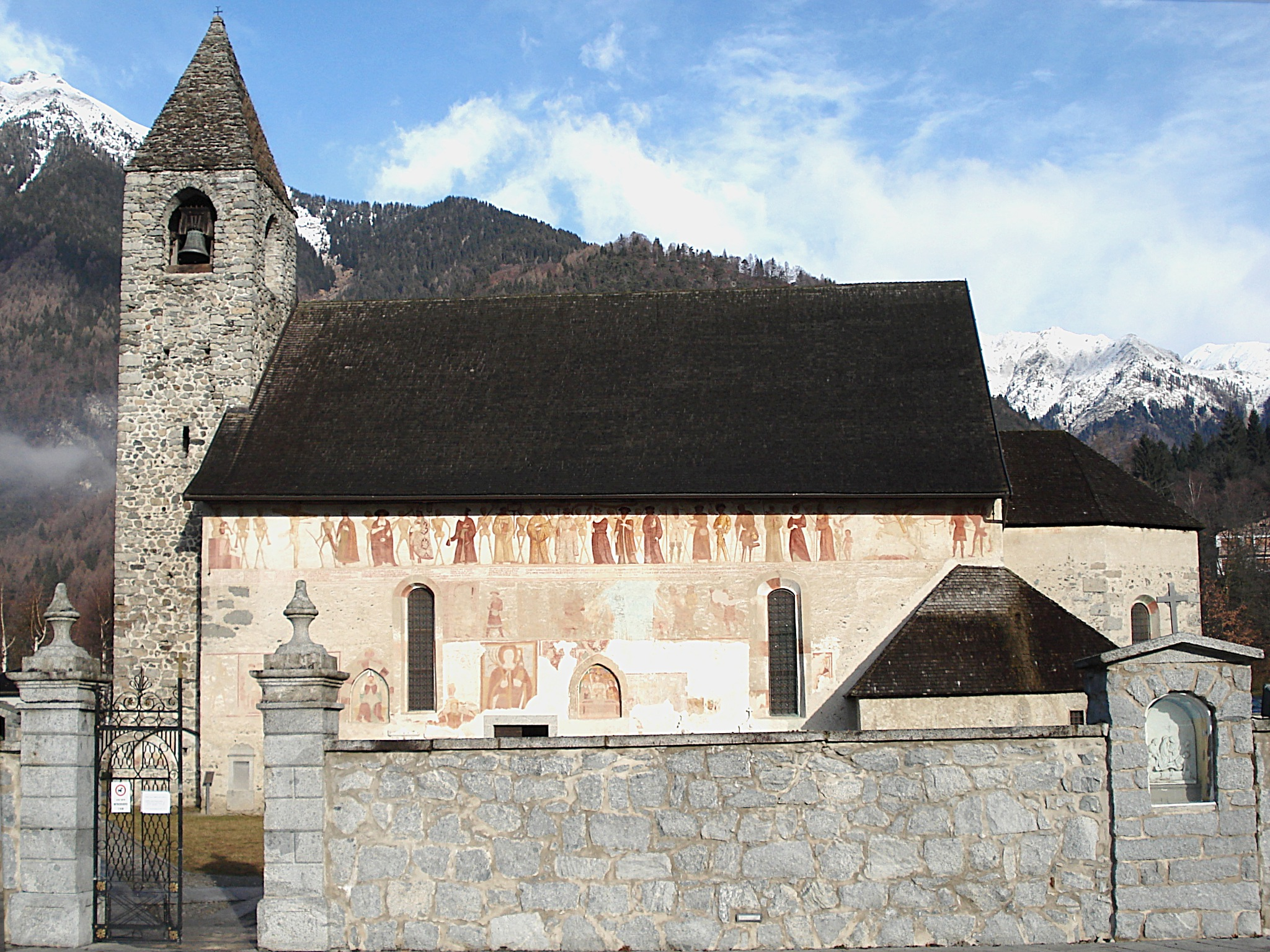
Kościół św. Wergiliusza z Trydentu

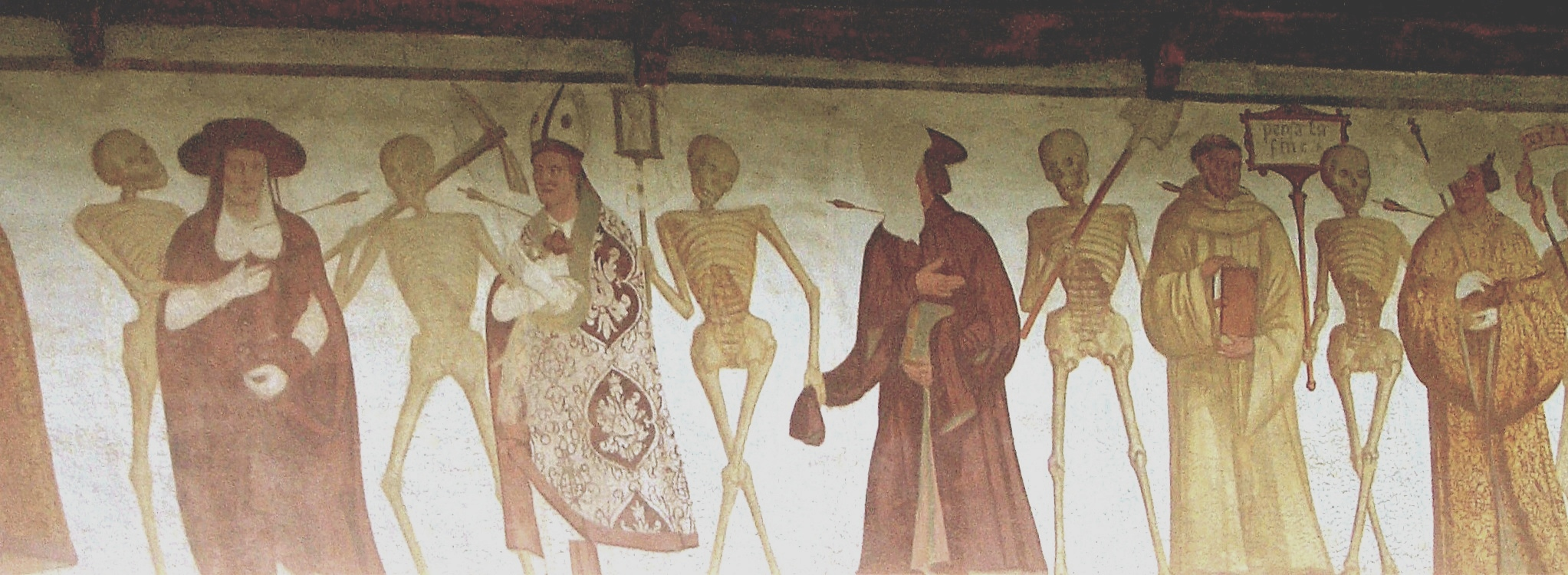
Fragment fresku „danze macabre” w kościele św. Wergiliusza w Pinzolo

Do zabytków wartych zobaczenia należy kościół św. Wergilusza z Trydentu, znany głównie ze średniowiecznych fresków namalowanych przez Simone Baschenis. Przedstawiają one życie świętego, regionu, między innymi wydarzeń na przełęczy Campo Carlo Magno na końcu doliny Val Rendena czy też typowego dla tego okresu sztuki „danze macabre”.